# Giáo phận Nha Trang

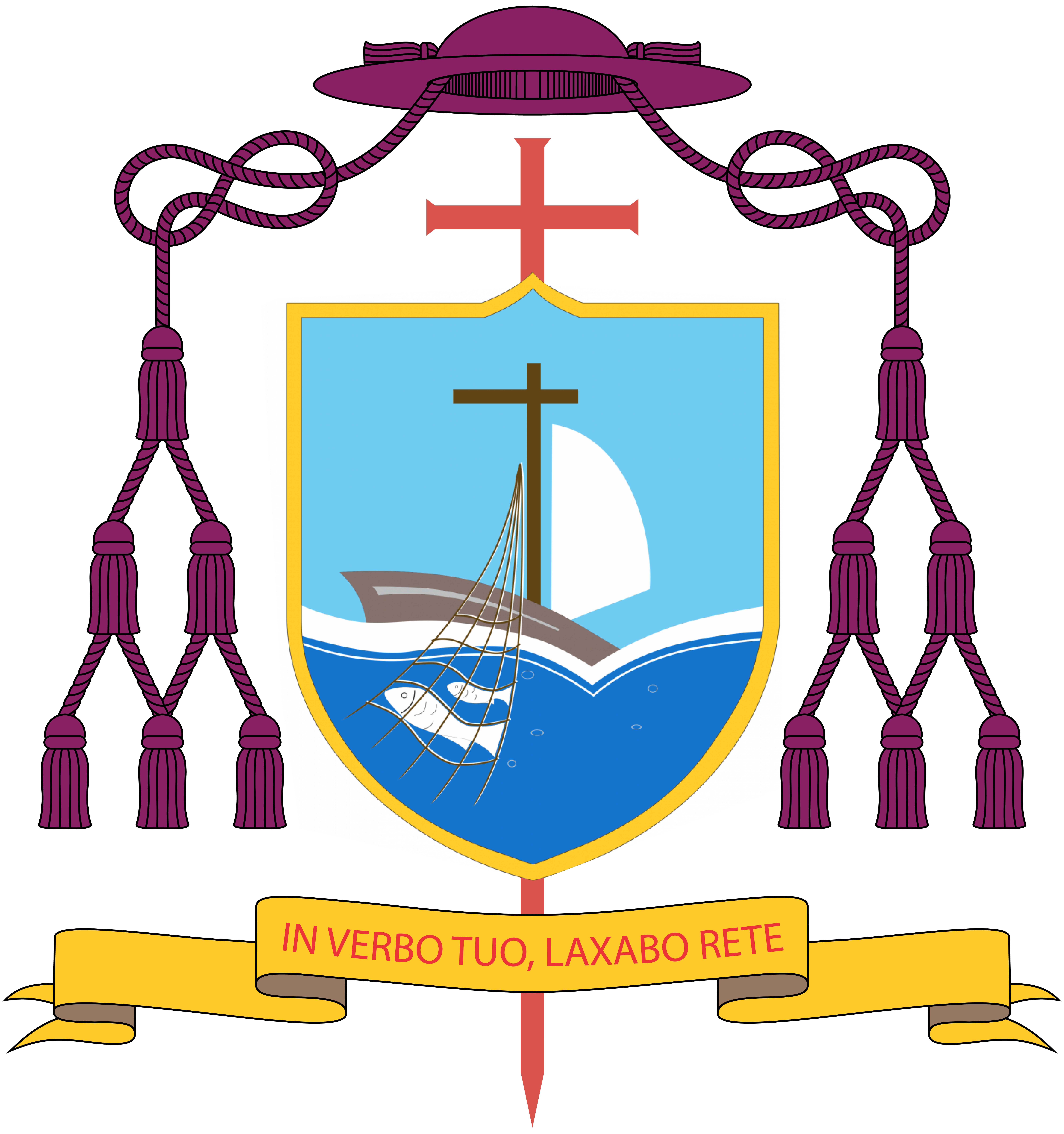
Huy hiệu của giám mục Giuse Huỳnh Văn Sỹ

Giáo phận Nha Trang (tiếng Latinh: Dioecesis Nhatrangensis) là một giáo phận Công giáo Rôma ở Việt Nam. Địa giới gồm tỉnh Khánh Hòa với diện tích 8.576 km². Đến năm 2021, giáo phận có 228.600 giáo dân (chiếm 11,8%) trên tổng số dân cư 1.931.140, với 266 linh mục  quản lý 116 giáo xứ.
Giáo phận hiện tại được cai quản bởi giám mục Giuse Huỳnh Văn Sỹ (2023).

## Lịch sử
Tài liệu lịch sử Giáo phận ghi lại vào các năm 1653 có Linh mục Dòng Tên Phêrô Marques và năm 1655 một Linh mục Dòng Tên khác là Phanxicô Rivas đã đến giảng đạo tại trấn Khánh Hòa. Đây được xem là những hoạt động truyền giáo đầu tiên tại đây.
Trong những năm sau, suốt gần 200 năm, địa phận thuộc Giáo phận Nha Trang ngày nay là thuộc Giáo phận Đàng Trong. Từ tháng 9 năm 1844, mới chuyển thành là thuộc Hạt Đại diện Tông Toa (Địa phận )Đông Đàng Trong. Mãi đến năm 1924, Địa phận Đông Đàng Trong được đổi thành Địa phận Quy Nhơn.
Ngày 5 tháng 7 năm 1957, với Tông sắc Crescit Laetissimo, Giáo hoàng Piô XII đã thành lập Hạt Đại diện Tông Toà (Địa phận) Nha Trang, gồm 2 tỉnh Khánh Hòa, Ninh Thuận (thuộc Địa phận Quy Nhơn) và 2 tỉnh Bình Thuận, Bình Tuy (thuộc Địa phận Sài Gòn), và bổ nhiệm Giám mục  Marcel Piquet Lợi làm Giám mục tiên khởi của Địa phận Nha Trang.
Ngày 24 tháng 11 năm 1960, Giáo hoàng Gioan XXIII ra sắc chỉ thiết lập Hàng Giáo phẩm Việt Nam. Theo đó, các Địa phận Việt Nam được nâng cấp thành giáo phận và được phân chia thuộc về 3 Giáo tỉnh: Hà Nội, Huế, Sài Gòn. Địa phận Nha Trang thuộc giáo tỉnh Huế và được nâng lên hàng Giáo phận chính tòa. Giám mục Piquet Lợi được nâng lên làm Giám mục chính toà Nha Trang và được thụ phong ngày 23 tháng 6 năm 1961.

Giám mục Phaolô Nguyễn Văn Hòa (phải, tiền nhiệm) và Giám mục Giuse Võ Đức Minh (đương nhiệm)

Ngày 30 tháng 1 năm 1975, Tòa Thánh tách 2 tỉnh Bình Thuận và Bình Tuy thuộc Giáo phận Nha Trang để thành lập Giáo phận Phan Thiết. Giáo phận Nha Trang chỉ còn gồm 2 tỉnh Khánh Hòa và Ninh Thuận cho đến ngày nay.
Địa giới giáo phận: phía bắc giáp giáo phận Qui Nhơn, phía nam giáp giáo phận Phan Thiết, phía đông giáp biển Đông, phía tây giáp giáo phận Ban Mê Thuột và giáo phận Đà Lạt.

## Tổ chức
Đứng đầu Giáo phận Nha Trang là Giám mục chính tòa do Giáo hoàng bổ nhiệm. Giúp việc cho Giám mục có Tổng Đại diện Giáo phận là Linh mục Gioakim Phạm Công Văn (từ 17 tháng 12 năm 2022) và một số Linh mục Đại diện Giám mục tại các Miền và các lĩnh vực cụ thể.
Giám mục Giáo phận còn được hỗ trợ bởi Hội đồng Linh mục Giáo phận gồm 22 linh mục và Ban Tư vấn của Giáo phận gồm 12 linh mục với nhiệm kỳ 5 năm.. Ngoài ra, Giáo phận còn có 21 Ban phụ trách các vấn đề mục vụ, bao gồm các Ban: Kinh Thánh, Giáo lý Đức tin, Phụng tự, Thánh Nhạc, Nghệ thuật Thánh, Giáo sĩ, Đại Chủng viện, Ơn gọi, Tu sĩ, Giáo dục Công giáo, Giáo dân, Giáo dân (đặc trách Hội đồng Giáo xứ), Giáo dân (đặc trách Tông đồ Giáo dân), Giáo dân (đặc trách Mục vụ Gia đình), Giáo dân (đặc trách Giới trẻ và Sinh viên), Giáo dân (đặc trách Mục vụ Di dân), Loan báo Tin mừng, Bác ái Xã hội, Thông tin Liên lạc, Văn hoá Công giáo, Công lý và Hoà bình.

### Giáo hạt và Giáo xứ
Giáo phận Nha Trang được phân chia thành 9 Giáo hạt: Vạn Ninh, Nha Trang, Diên Khánh, Cam Lâm, Cam Ranh, Ninh Hải, Phan Rang - Tháp Chàm, Ninh Phước và Ninh Sơn với 9 Linh mục Hạt trưởng. Các Giáo xứ của Giáo phận Nha Trang gồm:
- Giáo hạt Nha Trang (Trung tâm tỉnh Khánh Hòa)

1. Giáo xứ Chính Tòa - 31 Thái Nguyên, phường Nha Trang
2. Giáo xứ Ba Làng - Phường Bắc Nha Trang
3. Giáo xứ Bắc Thành - 38 Lê Thánh Tôn, phường Nha Trang
4. Giáo xứ Bình Cang - Phường Tây Nha Trang
5. Giáo xứ Cầu Ké - Phường Tây Nha Trang
6. Giáo xứ Chợ Mới - Phường Tây Nha Trang
7. Giáo xứ Giuse (Quân Trấn) - 53 Hùng Vương, phường Nha Trang
8. Giáo xứ Hòa Thuận - 49 Nguyễn Bỉnh Khiêm, phường Nha Trang
9. Giáo xứ Khiết Tâm - 17/41 Hoàng Diệu, phường Nha Trang
10. Giáo xứ Lương Sơn - Phường Bắc Nha Trang
11. Giáo xứ Ngọc Thanh - 230 đường 2 tháng 4, phường Bắc Nha Trang
12. Giáo xứ Ngọc Thủy - Phường Tây Nha Trang
13. Giáo xứ Núi Sạn - 89 Nguyễn Khuyến, phường Bắc Nha Trang
14. Giáo xứ Phù Sa - Phường Tây Nha Trang
15. Giáo xứ Phước Đồng - Phường Nam Nha Trang
16. Giáo xứ Phước Hải - 30 Trương Định, phường Nam Nha Trang
17. Giáo xứ Phước Hòa - 80 Lê Hồng Phong, phường Nam Nha Trang
18. Giáo xứ Thánh Gia - 48 Võ Thị Sáu, phường Nam Nha Trang
19. Giáo xứ Thanh Hải - 33-35 Bắc Sơn, phường Bắc Nha Trang
20. Giáo xứ Vĩnh Hải - Phường Bắc Nha Trang
21. Giáo xứ Vĩnh Phước - Phường Bắc Nha Trang

- Giáo hạt Vạn Ninh (Bắc Khánh Hòa)

1. Giáo xứ Diêm Điền - Xã Tu Bông
2. Giáo xứ Dục Mỹ - Xã Ninh Sim, thị xã Ninh Hòa, tỉnh Khánh Hòa
3. Giáo xứ Hòa Thanh - Xã Tây Ninh Hòa
4. Giáo xứ Mỹ Hoán - Xã Nam Ninh Hòa
5. Giáo xứ Mỹ Phước - Phường Ninh Hòa
6. Giáo xứ Ninh Hòa - 64B Nguyễn Huệ, phường Ninh Hòa
7. Giáo xứ Ninh Trang - Xã Hòa Trí
8. Giáo xứ Thạch Định - Xã Hòa Trí
9. Giáo xứ Vạn Giã - Xã Vạn Ninh
10. Giáo xứ Vạn Xuân - Xã Vạn Hưng
11. Giáo xứ Xuân Sơn - Xã Vạn Hưng

- Giáo hạt Diên Khánh (Tây Bắc Khánh Hòa)

1. Giáo xứ Cây Vông - Xã Diên Điền
2. Giáo xứ Cư Thịnh - Xã Suối Hiệp
3. Giáo xứ Đại Điền - Xã Diên Điền
4. Giáo xứ Đất Sét - Xã Diên Lâm
5. Giáo xứ Diên Đồng - Xã Diên Lâm
6. Giáo xứ Đồng Dài - Xã Diên Lạc
7. Giáo xứ Đồng Hộ - Xã Suối Hiệp
8. Giáo xứ Đồng Trăng - Xã Diên Lâm
9. Giáo xứ Hà Dừa - Xã Diên Lạc

- Giáo hạt Cam Lâm (Tây Khánh Hòa)

1. Giáo xứ Bắc Vĩnh - Xã Cam Lâm
2. Giáo xứ Cù Hin - Xã Cam Lâm
3. Giáo xứ Hòa Bình - Xã Cam Lâm
4. Giáo xứ Hòa Nghĩa - Xã Cam Lâm
5. Giáo xứ Hòa Tân - Xã Suối Dầu
6. Giáo xứ Hòa Yên - Xã Cam Lâm
7. Giáo xứ Suối Hòa - Xã Suối Dầu
8. Giáo xứ Tân Bình - Xã Suối Dầu
9. Giáo xứ Vĩnh An - Xã Cam An
10. Giáo xứ Vĩnh Bình - Xã Cam An
11. Giáo xứ Vĩnh Thái - Xã Cam Hiệp
12. Giáo xứ Vinh Trang - Xã Cam An

- Giáo hạt Cam Ranh (Trung tâm tỉnh Khánh Hòa, đặc khu Trường Sa)

1. Giáo xứ Ba Ngòi - Phường Ba Ngòi
2. Giáo xứ Hòa Do - Phường Bắc Cam Ranh
3. Giáo xứ Khánh Sơn - Xã Khánh Sơn
4. Giáo xứ Mỹ Thanh - Phường Bắc Cam Ranh
5. Giáo xứ Nghĩa Phú - Phường Bắc Cam Ranh
6. Giáo xứ Phú Đức - Xã Cam An
7. Giáo xứ Phú Nhơn - Phường Ba Ngòi
8. Giáo xứ Phú Phong - Phường Ba Ngòi
9. Giáo xứ Xuân Ninh - Phường Cam Ranh

- Giáo hạt Phan Rang (Đông Khánh Hòa)

1. Giáo xứ Cầu Bảo - 659 đường 21 tháng 8, phường Bảo An
2. Giáo xứ Mỹ Đức - 323 đường 21 tháng 8, phường Bảo An
3. Giáo xứ Phan Rang - 489 Thống Nhất, phường Phan Rang
4. Giáo xứ Tân Hội - Phường Bảo An
5. Giáo xứ Tấn Tài - Phường Phan Rang
6. Giáo xứ Tân Xuân - Đường Hải Thượng Lãn Ông, phường Đông Hải

- Giáo hạt Ninh Hải (Đông Khánh Hòa)

1. Giáo xứ Bà Râu - Xã Thuận Bắc
2. Giáo xứ Bình Chính - Xã Ninh Hải
3. Giáo xứ Gò Đền - Xã Xuân Hải
4. Giáo xứ Gò Sạn - Xã Ninh Hải
5. Giáo xứ Gò Thao - Xã Ninh Hải
6. Giáo xứ Hộ Diêm - Xã Xuân Hải
7. Giáo xứ Hòn Thiêm - Xã Xuân Hải
8. Giáo xứ Thái Hòa - Xã Xuân Hải
9. Giáo xứ Thanh Điền - Xã Xuân Hải
10. Giáo xứ Thủy Lợi - Xã Xuân Hải

- Giáo hạt Ninh Phước (Nam Khánh Hòa)

1. Giáo xứ Bảo Vinh - Xã Phước Hậu
2. Giáo xứ Bình Quý - Xã Ninh Phước
3. Giáo xứ Đá Hàn - Xã Phước Hậu
4. Giáo xứ Đá Trắng - Xã Phước Hữu
5. Giáo xứ Liên Sơn - Xã Phước Hậu
6. Giáo xứ Nhị Hà - Xã Phước Hà
7. Giáo xứ Phú Quý - Xã Phước Hậu
8. Giáo xứ Phước An - Xã Phước Hậu
9. Giáo xứ Phước Thiện - Xã Phước Hậu

- Giáo hạt Ninh Sơn (Tây Nam Khánh Hòa)

1. Giáo xứ Đồng Mé - Xã Mỹ Sơn
2. Giáo xứ Hạnh Trí - Xã Ninh Sơn
3. Giáo xứ Quảng Thuận - Xã Ninh Sơn
4. Giáo xứ Song Mỹ - Xã Ninh Sơn
5. Giáo xứ Song Pha - Xã Lâm Sơn
6. Giáo xứ Tầm Ngân - Xã Lâm Sơn
7. Giáo xứ Thạch Hà - Xã Ninh Sơn
8. Giáo xứ Trà Giang - Xã Lâm Sơn
9. Giáo xứ Triệu Phong - Xã Ninh Sơn

## Các danh địa giáo phận

### Nhà thờ chính tòa và Tòa Giám mục

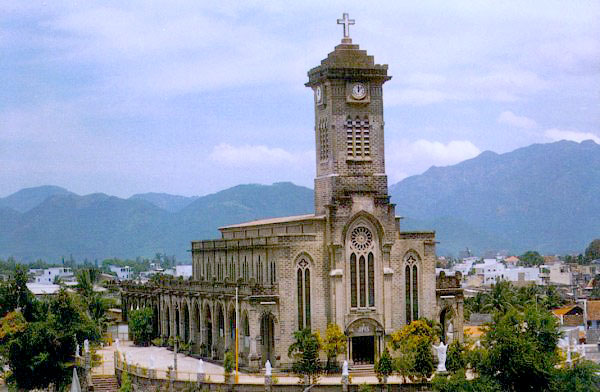
Nhà thờ Chính toà Nha Trang

Nhà thờ chính tòa Kitô Vua (Nhà thờ Núi) ở Nha Trang là Nhà thờ chính tòa của giáo phận.
Lễ Bổn mạng của Giáo phận được tổ chức vào ngày 8 tháng 12 hàng năm, mừng lễ Đức Mẹ Vô nhiễm Nguyên tội.
Toà Giám mục Nha Trang hiện đặt tại số 22 đường Trần Phú, Nha Trang. 

### Các nhà thờ và tu viện lớn
Đại chủng viện Sao Biển là nơi đào tạo linh mục của Giáo phận Nha Trang và các Giáo phận lân cận. Tiền thân là cơ sở Tiểu chủng viện Sao Biển, được thành lập năm 1958. Năm 1979, chủng viện bị chính quyền Việt Nam đóng cửa và trưng dụng cơ sở (nay là trường Cao đẳng Văn hoá, Nghệ thuật và Du lịch Nha Trang). Tuy nhiên, chỉ 1 năm sau, chính quyền Việt Nam cho phép mở lại các Chủng viện, nhưng vì cơ sở cũ của Tiểu Chủng viện Sao Biển đã bị trưng dụng nên Chủng viện phải chuyển về địa điểm mới tại Giáo xứ Phước Hải, Nha Trang. Ngày 31 tháng 12 năm 1991, Giám mục Nha Trang chủ sự Lễ Khai trương Đại Chủng viện Sao Biển mới.
Ngoài Đại Chủng viện Sao biển, Giáo phận Nha Trang hiện đang được sự cộng tác của 15 Dòng tu nam nữ, với 656 nữ tu, 78 nam tu sĩ.
Các dòng tu nam gồm có:
- Dòng Anh Em Hèn mọn (Phanxicô);
- Dòng Chúa Cứu Thế;
- Dòng Xitô Mỹ Ca;
- Dòng Lasan;
- Dòng Thánh Giuse.

Các dòng tu nữ gồm có:
- Dòng Cát Minh;
- Dòng Đức Bà Truyền giáo;
- Tu hội Nữ Tử Bác Ái;
- Dòng Phan Sinh Thừa sai Đức Mẹ;
- Dòng Thánh Phaolô;
- Dòng Khiết Tâm Đức Mẹ;
- Dòng Mến Thánh Giá Nha Trang;
- Dòng Mến Thánh Giá Đà Lạt;
- Dòng Mến Thánh Giá Qui nhơn;
- Dòng Mến Thánh Giá Thừa Sai Huế.

## Các đời giám mục quản nhiệm
| STT                             | Tên                                  | Thời gian quản nhiệm            | Ghi chú                         |
| Hạt Đại diện Tông tòa Nha Trang | Hạt Đại diện Tông tòa Nha Trang      | Hạt Đại diện Tông tòa Nha Trang | Hạt Đại diện Tông tòa Nha Trang |
| ------------------------------- | ------------------------------------ | ------------------------------- | ------------------------------- |
| 1 †                             | Paul Raymond Marie Marcel Piquet Lợi | 1957-1960                       |                                 |
| Giáo phận Nha Trang             |                                      |                                 |                                 |
|                                 | Paul Raymond Marie Marcel Piquet Lợi | 1960-1966                       |                                 |
| *                               | Trống tòa                            | 1966-1967                       |                                 |
| 2 †                             | Phanxicô Xaviê Nguyễn Văn Thuận      | 1967-1975                       |                                 |
| 3 †                             | Phaolô Nguyễn Văn Hòa                | 1975-2009                       |                                 |
| 4 †                             | Phêrô Nguyễn Văn Nho                 | 1997-2003                       |                                 |
| 5                               | Giuse Võ Đức Minh                    | 2005-2009 2009-2022             |                                 |
| 6                               | Giuse Nguyễn Chí Linh                | 2022-2023                       |                                 |
| 7                               | Giuse Huỳnh Văn Sỹ                   | 2023-nay                        |                                 |

Ghi chú:
- : Giám mục chính tòa
- : Giám mục phó, phụ tá hoặc Đại diện tông tòa
- : Giám quản tông tòa